# 春日站 (東京都)
春日站（日语：／ Kasuga eki */?）是位於日本東京都文京區，屬於東京都交通局（都營地下鐵）的鐵路車站。

## 概要
三田線與大江戶線停靠本站，三田線的車站編號是I 12、大江戶線是E 07。大江戶線車站另有副站名「文京市民中心前」。三田線的所在地是本鄉四丁目、大江戶線是春日一丁目。
此站可通過聯絡閘機（東京都交通局管理）前往東京地下鐵後樂園站，並轉乘丸之內線與南北線。聯絡閘口設置於大江戶線月台中央的樓梯下方。本站於2013年3月16日起導入車站站內通過服務，可透過該聯絡閘口至後樂園站出站。

## 歷史
- 1972年（昭和47年）6月30日：本站與都營地下鐵6號線日比谷－巢鴨段開業。
- 1978年（昭和53年）7月1日：都營地下鐵6號線改稱為都營地下鐵三田線。
- 2000年（平成12年）
  - 7月：三田線月台設置月台門。
  - 12月12日：大江戶線站區隨大江戶線環狀段（國立競技場－清澄白河－都廳前）一同開業。大江戶線站區同時連接營團地下鐵的後樂園站，因此同日亦開始容許在兩站間直接換乘。
- 2012年（平成24年）
  - 5月13日：大江戶線月台設置月台門。
  - 6月23日：大江戶線月台門啟用。
- 2013年（平成25年）3月16日：引入車站站內通過服務。（春日站⇔後樂園站）
- 2015年（平成27年）4月1日：三田線業務從日比谷站務管理所水道橋站務區移交給上野御徒町站務管理所上野御徒町站務區。

### 名稱由來
站名取自周邊的町名「春日」。計畫時的臨時站名為「春日町」。

## 

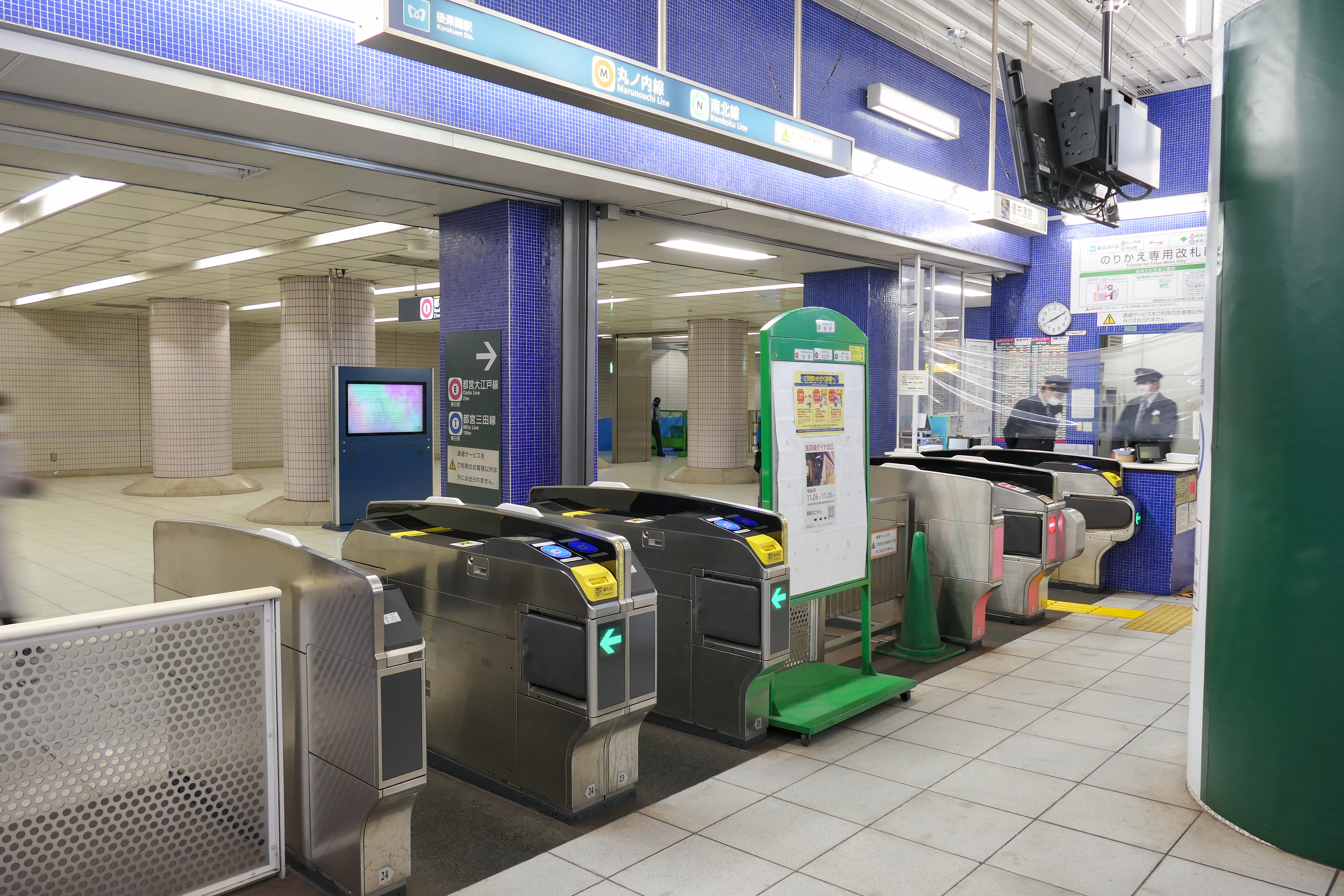
轉乘後樂園站專用的驗票口(2022年12月)

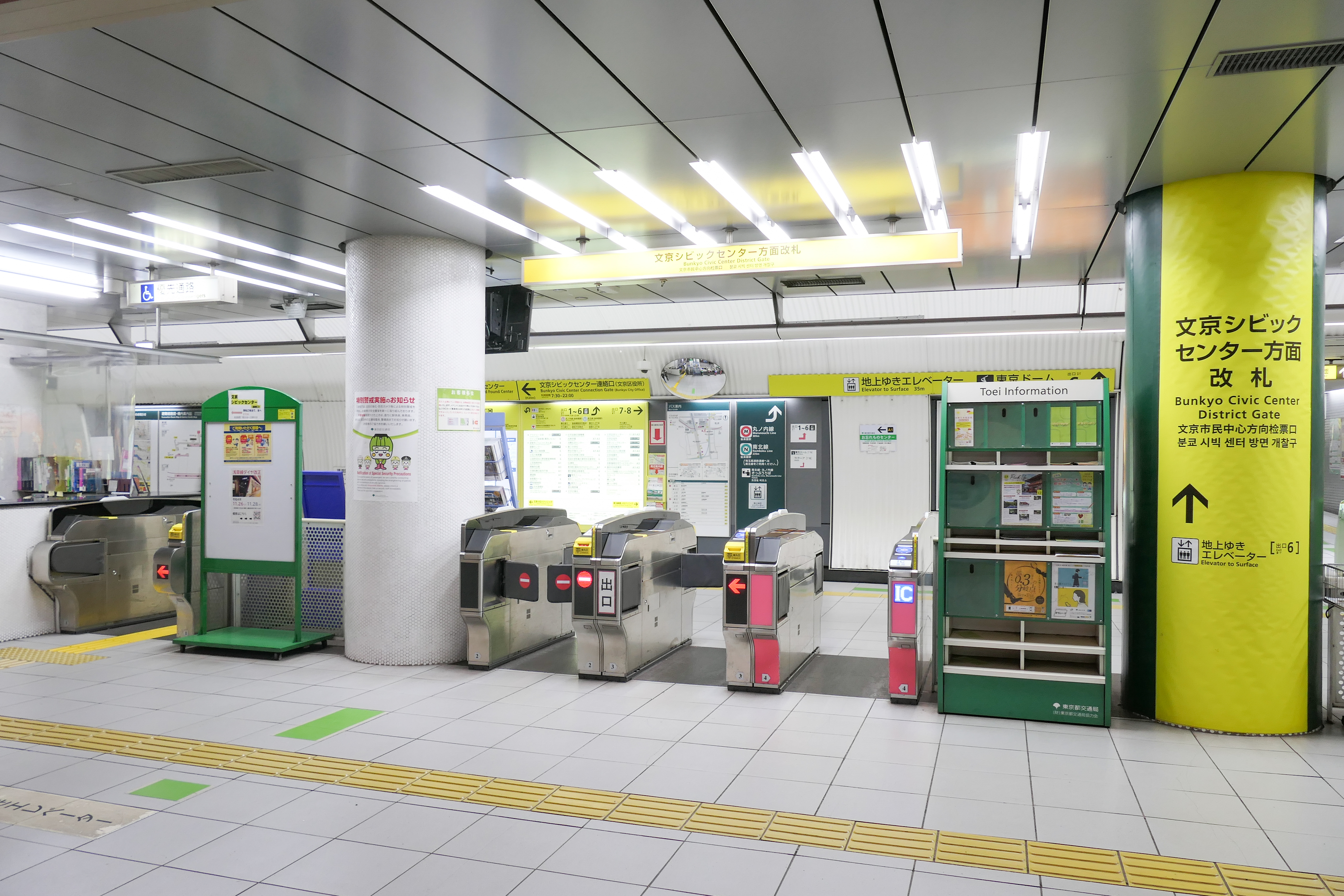
往文京市民中心方向的驗票口(2022年12月)

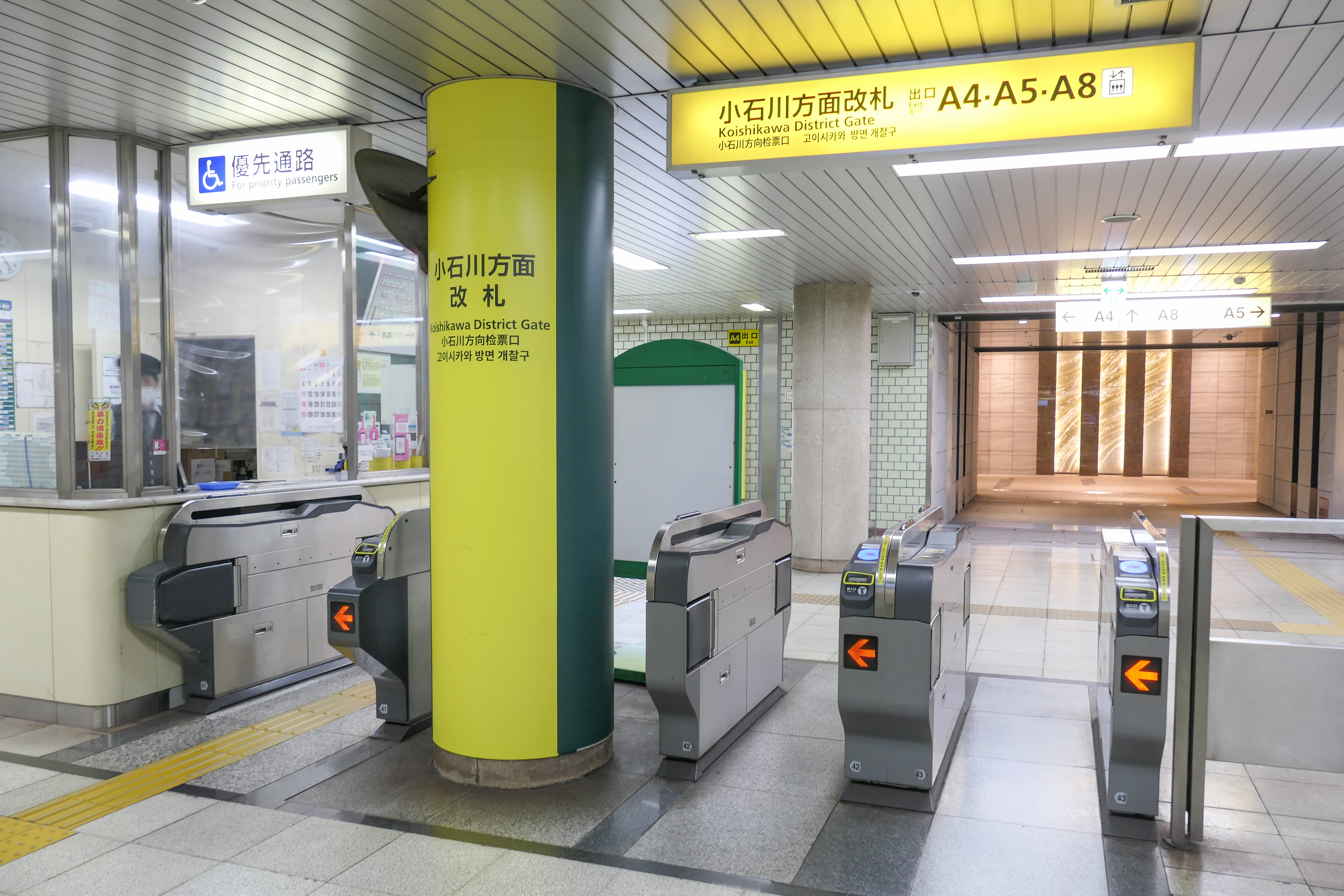
往小石川方向的驗票口(2022年12月)

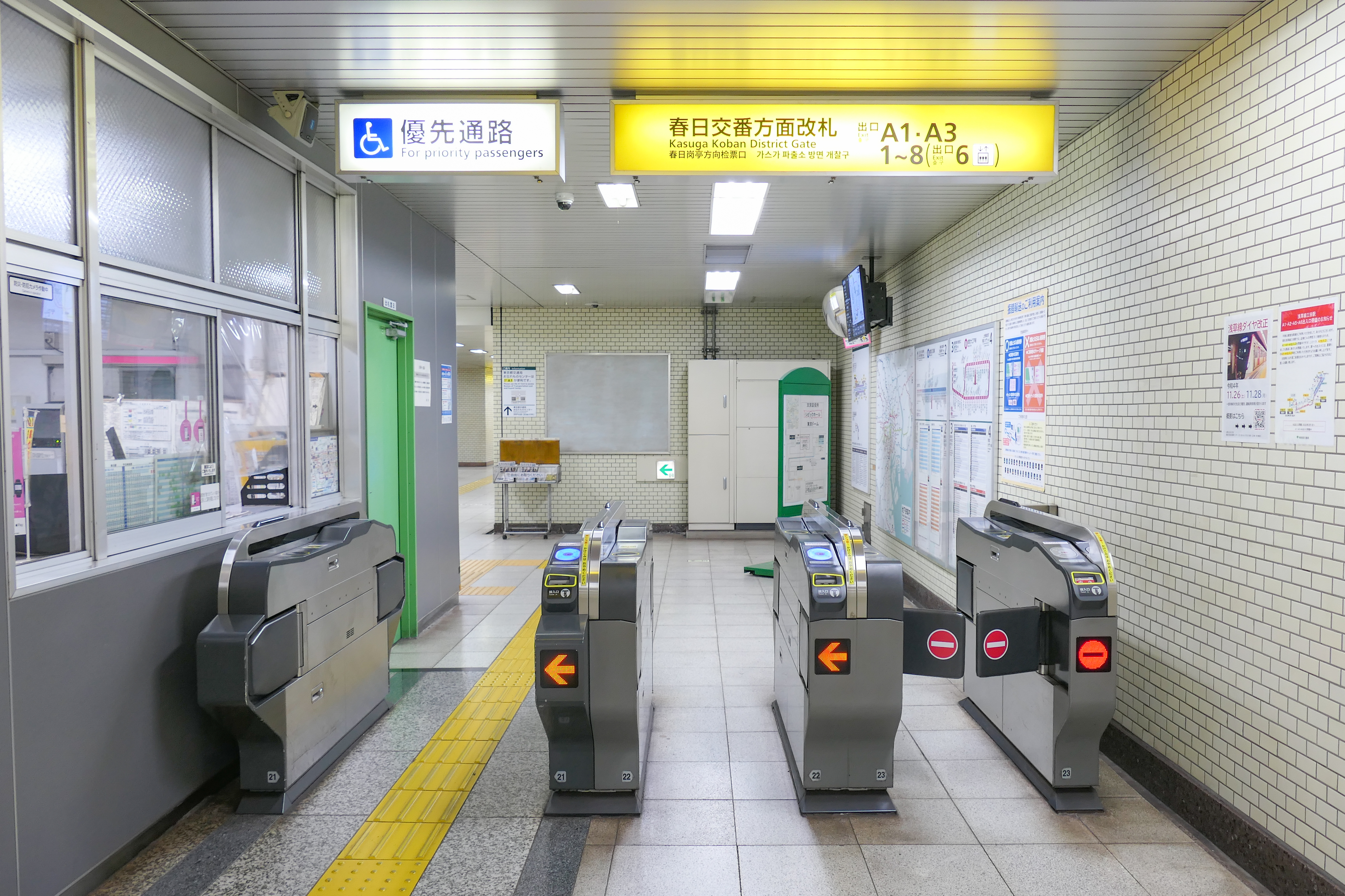
往春日派出所方向的驗票口(2022年12月)

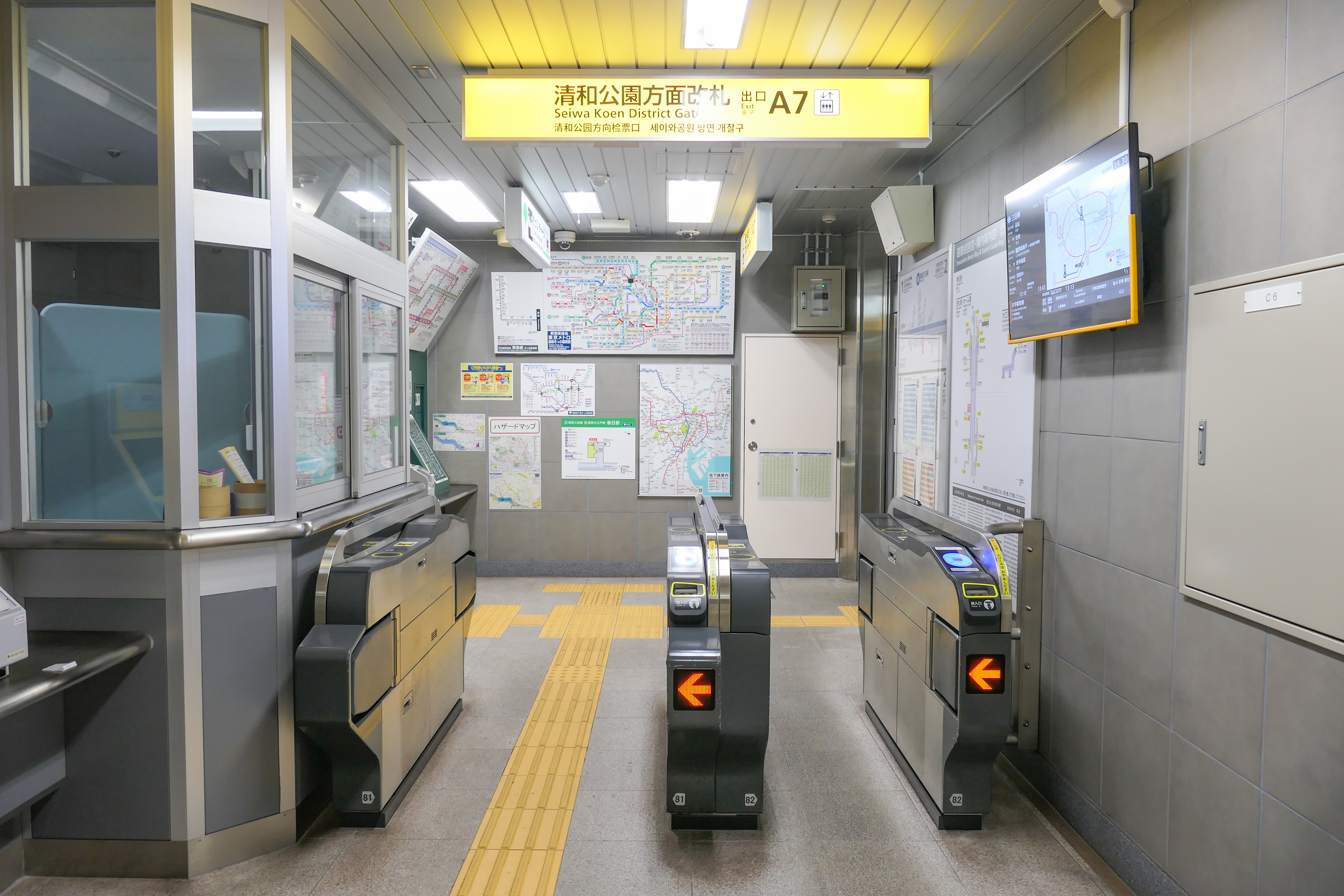
往清和公園方向的驗票口(2022年12月)

三田線為對向式月台2面2線的地下車站，月台位於地下1樓；大江戶線為島式月台1面2線的地底車站，月台位於地下3樓。

### 月台配置
| 月台                        | 路線     | 目的地                             | 備註                  |
| --------------------------- | -------- | ---------------------------------- | --------------------- |
| 都營三田線月台（地下2樓）   |          |                                    |                       |
| 1                           | 三田線   | 日比谷、白金高輪、目黑、目黑線方向 | 目黑站直通 東急目黑線 |
| 2                           | 三田線   | 巢鴨、高島平、西高島平方向         |                       |
| 都營大江戶線月台（地下4樓） |          |                                    |                       |
| 3                           | 大江戶線 | 飯田橋、新宿西口、都廳前方向       |                       |
| 4                           | 大江戶線 | 上野御徒町、兩國、大門方向         |                       |

（來源：都營地下鐵:車站構內圖 （页面存档备份，存于））

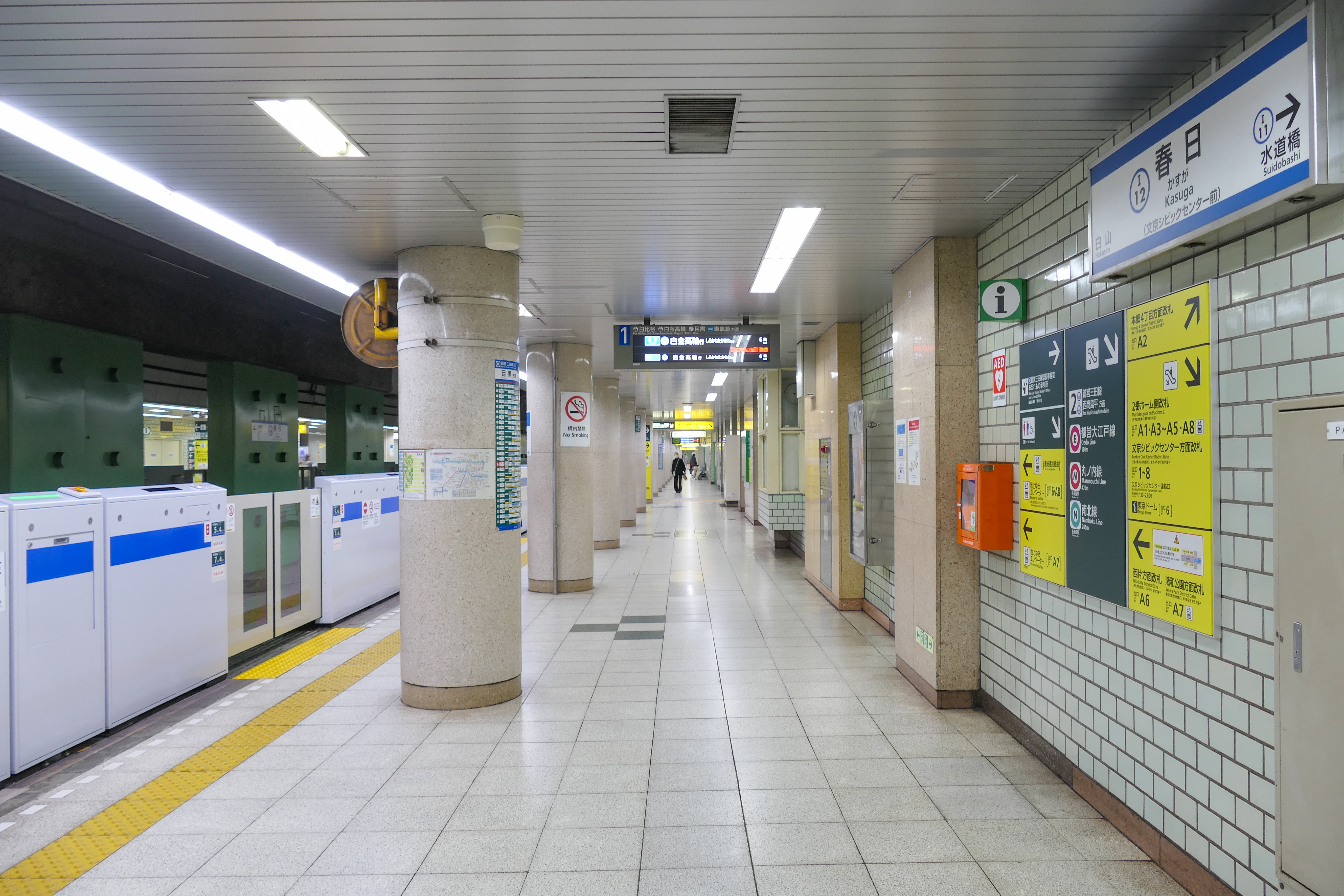
三田線1號月台（2022年12月）
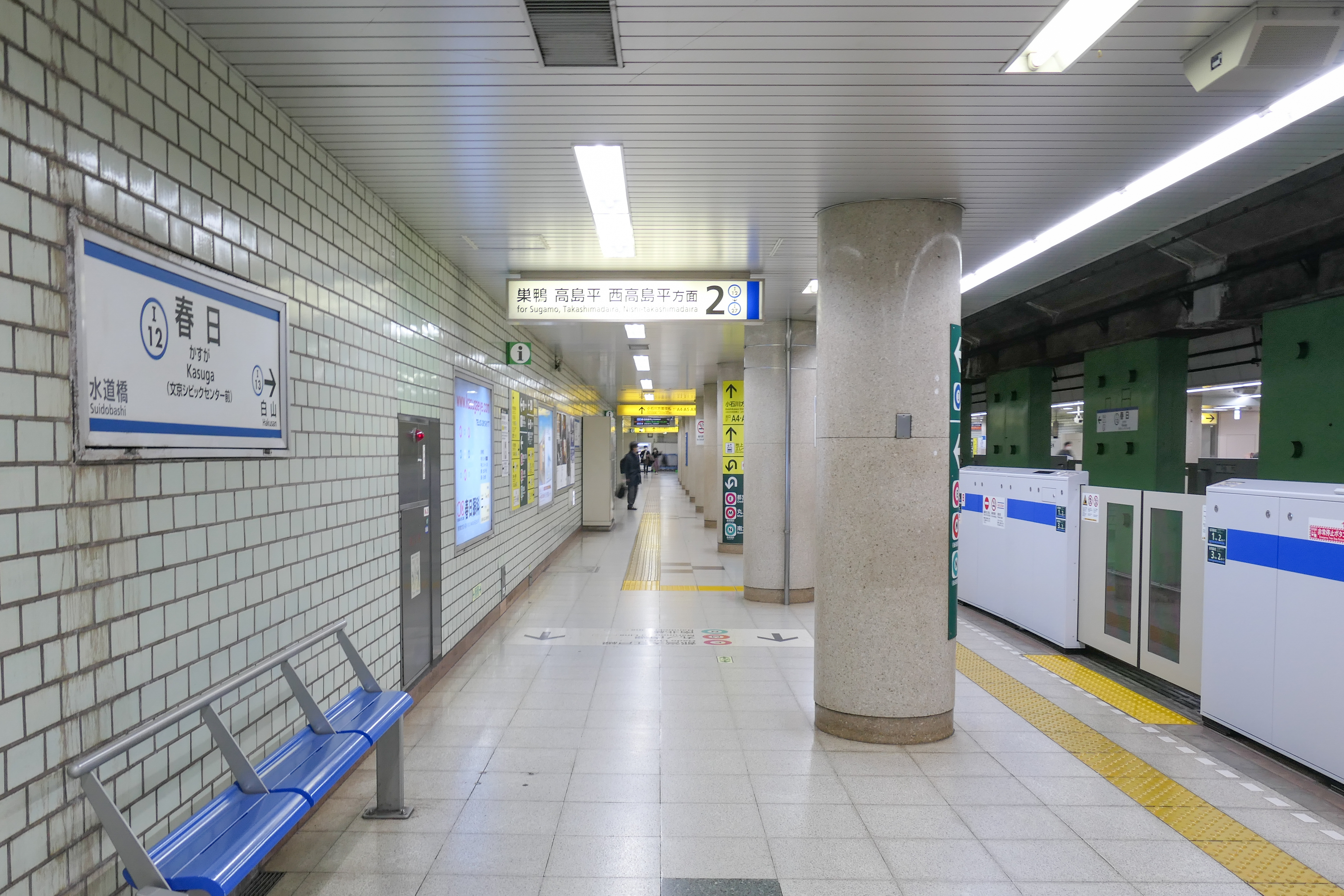
三田線2號月台（2022年12月）
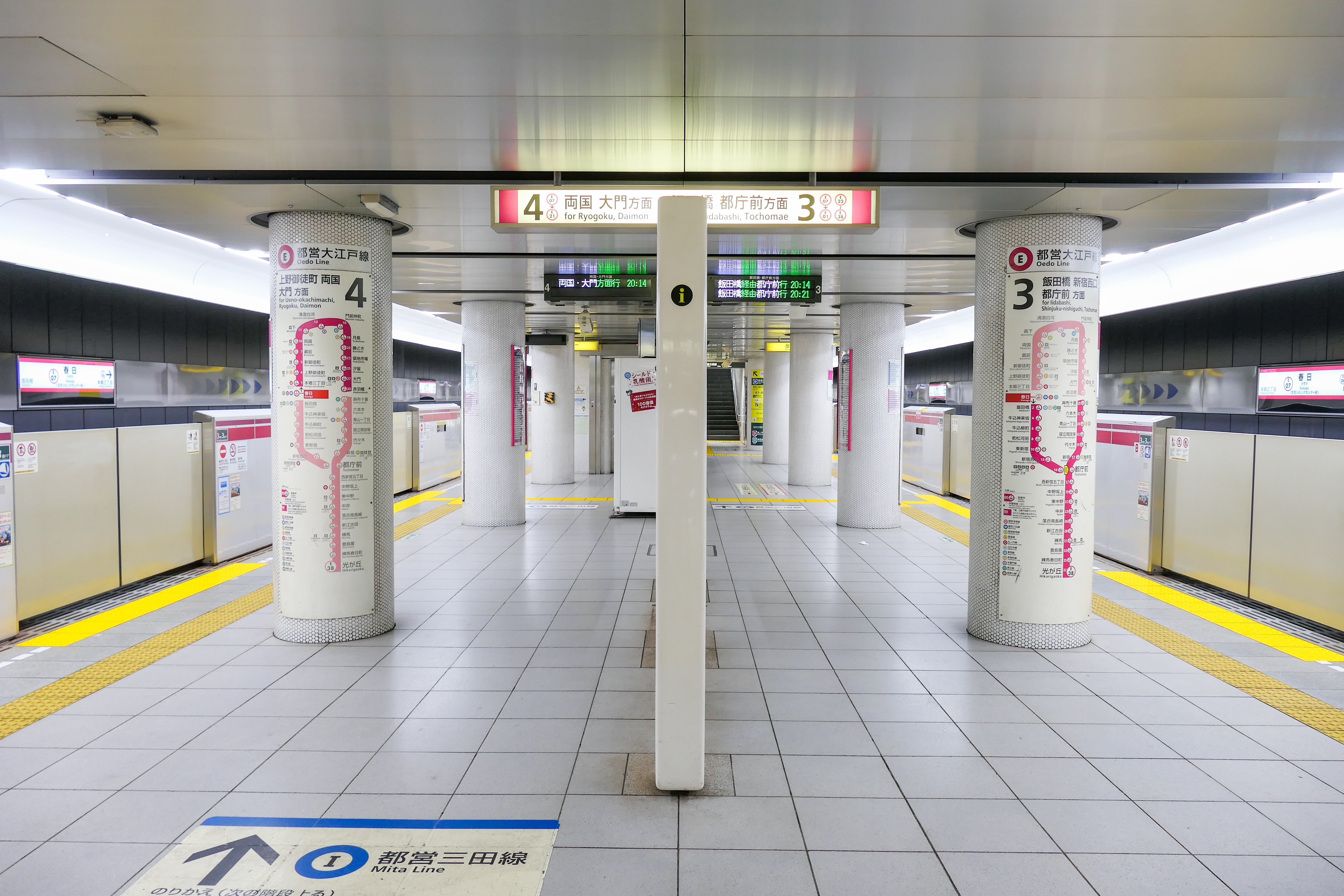
大江戶線3號與4號月台（2022年12月）

## 利用狀況
- 都營地下鐵[使用人數 1]
  - 三田線 - 2017年度1日平均上下車人次為68,823人（上車人次34,523人，下車人次34,300人）。
三田線全部27個車站當中次於日比谷站位居第7位。
  - 大江戶線 - 2017年度1日平均上下車人次為58,904人（上車人次29,681人，下車人次29,223人）。
大江戶線全部38個車站當中次於新宿西口站名列第11位。

### 各年度1日平均上下車人次
各年度1日平均上下車人次如下表。
| 年度               | 都營地下鐵         | 都營地下鐵 | 都營地下鐵         | 都營地下鐵 |
| 年度               | 三田線             | 三田線     | 大江戶線           | 大江戶線   |
| 年度               | 1日平均 上下車人次 | 增加率     | 1日平均 上下車人次 | 增加率     |
| ------------------ | ------------------ | ---------- | ------------------ | ---------- |
| 1974年（昭和49年） | 17,018             |            | 未開業             | 未開業     |
| 1975年（昭和50年） | 18,468             | 8.5%       | 未開業             | 未開業     |
| 1976年（昭和51年） | 19,689             | 6.6%       | 未開業             | 未開業     |
| 1977年（昭和52年） | 20,085             | 2.0%       | 未開業             | 未開業     |
| 1978年（昭和53年） | 19,797             | −1.4%      | 未開業             | 未開業     |
| 1979年（昭和54年） | 19,512             | −1.4%      | 未開業             | 未開業     |
| 1980年（昭和55年） | 21,848             | 12.0%      | 未開業             | 未開業     |
| 1981年（昭和56年） | 22,622             | 3.5%       | 未開業             | 未開業     |
| 1982年（昭和57年） | 22,618             | −0.0%      | 未開業             | 未開業     |
| 1983年（昭和58年） | 23,276             | 2.9%       | 未開業             | 未開業     |
| 1984年（昭和59年） | 24,334             | 4.5%       | 未開業             | 未開業     |
| 1985年（昭和60年） | 24,291             | −0.2%      | 未開業             | 未開業     |
| 1986年（昭和61年） | 24,855             | 2.3%       | 未開業             | 未開業     |
| 1987年（昭和62年） | 25,175             | 1.3%       | 未開業             | 未開業     |
| 1988年（昭和63年） | 25,175             | 0.0%       | 未開業             | 未開業     |
| 1989年（平成元年） | 26,466             | 5.1%       | 未開業             | 未開業     |
| 1990年（平成02年） | 27,890             | 5.4%       | 未開業             | 未開業     |
| 1991年（平成03年） | 29,265             | 4.9%       | 未開業             | 未開業     |
| 1992年（平成04年） | 29,768             | 1.7%       | 未開業             | 未開業     |
| 1993年（平成05年） | 29,714             | −0.2%      | 未開業             | 未開業     |
| 1994年（平成06年） | 29,394             | −1.1%      | 未開業             | 未開業     |
| 1995年（平成07年） | 10,619             |            | 未開業             | 未開業     |
| 1996年（平成08年） | 27,449             |            | 未開業             | 未開業     |
| 1997年（平成09年） | 26,513             | −3.4%      | 未開業             | 未開業     |
| 1998年（平成10年） | 25,700             | −3.1%      | 未開業             | 未開業     |
| 1999年（平成11年） | 24,997             | −2.7%      | 未開業             | 未開業     |
| 2000年（平成12年） | 28,927             | 15.7%      | 25,464             |            |
| 2001年（平成13年） | 41,000             |            | 9,699              |            |
| 2002年（平成14年） | 25,363             |            | 14,173             |            |
| 2003年（平成15年） | 26,125             | 3.0%       | 15,934             | 12.4%      |
| 2004年（平成16年） | 49,730             | 90.4%      | 39,474             | 147.7%     |
| 2005年（平成17年） | 51,198             | 3.0%       | 41,303             | 4.6%       |
| 2006年（平成18年） | 53,239             | 4.0%       | 43,881             | 6.2%       |
| 2007年（平成19年） | 55,407             | 4.1%       | 46,320             | 5.6%       |
| 2008年（平成20年） | 57,516             | 3.8%       | 48,335             | 4.4%       |
| 2009年（平成21年） | 58,483             | 1.7%       | 49,058             | 1.5%       |
| 2010年（平成22年） | 58,571             | 0.2%       | 49,740             | 1.4%       |
| 2011年（平成23年） | 57,657             | −1.6%      | 49,280             | −0.9%      |
| 2012年（平成24年） | 59,818             | 3.7%       | 51,624             | 4.8%       |
| 2013年（平成25年） | 62,007             | 3.7%       | 53,811             | 4.2%       |
| 2014年（平成26年） | 63,233             | 2.0%       | 54,748             | 1.7%       |
| 2015年（平成27年） | 65,611             | 3.8%       | 56,626             | 3.4%       |
| 2016年（平成28年） | 67,579             | 3.0%       | 57,826             | 2.1%       |
| 2017年（平成29年） | 68,823             | 1.8%       | 58,904             | 1.9%       |

### 各年度1日平均上車人次（1972年－2000年）
各年度1日平均上車人次如下表。
| 年度               | 三田線 | 大江戶線 | 來源              |
| ------------------ | ------ | -------- | ----------------- |
| 1972年（昭和47年） | 5,578  | 未開業   | [ 東京都統計 1 ]  |
| 1973年（昭和48年） | 7,115  | 未開業   | [ 東京都統計 2 ]  |
| 1974年（昭和49年） | 8,586  | 未開業   | [ 東京都統計 3 ]  |
| 1975年（昭和50年） | 9,248  | 未開業   | [ 東京都統計 4 ]  |
| 1976年（昭和51年） | 9,849  | 未開業   | [ 東京都統計 5 ]  |
| 1977年（昭和52年） | 9,995  | 未開業   | [ 東京都統計 6 ]  |
| 1978年（昭和53年） | 9,773  | 未開業   | [ 東京都統計 7 ]  |
| 1979年（昭和54年） | 9,585  | 未開業   | [ 東京都統計 8 ]  |
| 1980年（昭和55年） | 10,859 | 未開業   | [ 東京都統計 9 ]  |
| 1981年（昭和56年） | 11,219 | 未開業   | [ 東京都統計 10 ] |
| 1982年（昭和57年） | 11,219 | 未開業   | [ 東京都統計 11 ] |
| 1983年（昭和58年） | 11,800 | 未開業   | [ 東京都統計 12 ] |
| 1984年（昭和59年） | 12,052 | 未開業   | [ 東京都統計 13 ] |
| 1985年（昭和60年） | 12,090 | 未開業   | [ 東京都統計 14 ] |
| 1986年（昭和61年） | 12,389 | 未開業   | [ 東京都統計 15 ] |
| 1987年（昭和62年） | 12,490 | 未開業   | [ 東京都統計 16 ] |
| 1988年（昭和63年） | 12,665 | 未開業   | [ 東京都統計 17 ] |
| 1989年（平成元年） | 13,188 | 未開業   | [ 東京都統計 18 ] |
| 1990年（平成02年） | 13,879 | 未開業   | [ 東京都統計 19 ] |
| 1991年（平成03年） | 14,524 | 未開業   | [ 東京都統計 20 ] |
| 1992年（平成04年） | 14,812 | 未開業   | [ 東京都統計 21 ] |
| 1993年（平成05年） | 14,770 | 未開業   | [ 東京都統計 22 ] |
| 1994年（平成06年） | 14,587 | 未開業   | [ 東京都統計 23 ] |
| 1995年（平成07年） | 14,112 | 未開業   | [ 東京都統計 24 ] |
| 1996年（平成08年） | 12,994 | 未開業   | [ 東京都統計 25 ] |
| 1997年（平成09年） | 12,664 | 未開業   | [ 東京都統計 26 ] |
| 1998年（平成10年） | 12,236 | 未開業   | [ 東京都統計 27 ] |
| 1999年（平成11年） | 12,056 | 未開業   | [ 東京都統計 28 ] |
| 2000年（平成12年） | 11,899 | 5,264    | [ 東京都統計 29 ] |

### 各年度1日平均上車人次（2001年以後）
| 年度               | 三田線 | 大江戶線 | 來源              |
| ------------------ | ------ | -------- | ----------------- |
| 2001年（平成13年） | 12,263 | 6,416    | [ 東京都統計 30 ] |
| 2002年（平成14年） | 12,573 | 7,240    | [ 東京都統計 31 ] |
| 2003年（平成15年） | 12,925 | 8,321    | [ 東京都統計 32 ] |
| 2004年（平成16年） | 13,340 | 8,647    | [ 東京都統計 33 ] |
| 2005年（平成17年） | 13,638 | 9,107    | [ 東京都統計 34 ] |
| 2006年（平成18年） | 26,260 | 22,570   | [ 東京都統計 35 ] |
| 2007年（平成19年） | 27,549 | 23,620   | [ 東京都統計 36 ] |
| 2008年（平成20年） | 28,619 | 24,652   | [ 東京都統計 37 ] |
| 2009年（平成21年） | 29,119 | 24,992   | [ 東京都統計 38 ] |
| 2010年（平成22年） | 29,225 | 25,236   | [ 東京都統計 39 ] |
| 2011年（平成23年） | 28,783 | 25,014   | [ 東京都統計 40 ] |
| 2012年（平成24年） | 29,869 | 26,207   | [ 東京都統計 41 ] |
| 2013年（平成25年） | 31,011 | 27,279   | [ 東京都統計 42 ] |
| 2014年（平成26年） | 31,657 | 27,695   | [ 東京都統計 43 ] |
| 2015年（平成27年） | 32,898 | 28,587   | [ 東京都統計 44 ] |
| 2016年（平成28年） | 33,900 | 29,168   | [ 東京都統計 45 ] |
| 2017年（平成29年） | 34,523 | 29,681   |                   |

備註
1. ↑  1972年6月30日開業。開業日至1973年3月31日為止共計275日間的統計資料。
2. ↑  2000年12月12日開業。

## 周邊
- 東京巨蛋城
  - 東京巨蛋
  - 東京巨蛋遊樂場（日语：東京ドームシティアトラクションズ）
  - LaQua（日语：ラクーア）
  - Prism Hall（日语：プリズムホール）
  - 東京巨蛋飯店
  - 後樂園會館（日语：後楽園ホール）
- 文京公民中心（日语：文京シビックセンター）（文京區役所）
  - 文京公民會館（日语：文京シビックホール）
- 東京都戰死者陵園（日语：東京都戦没者霊苑）
- 礫川公園
- 小石川大神宮（日语：小石川大神宮）
- 講道館
- 尚美音樂學院專門學校（日语：尚美ミュージックカレッジ専門学校）
- 中央大學後樂園校區
- 東京大學本鄉校區
- 交通局春日廳舍（失物認領中心）
- 警視廳富坂警察署（日语：富坂警察署）
- 傳通院
- 菊坂
- METRO M後樂園

### 巴士路線
最接近本站的巴士站是「春日站前」停留所及「文京市民禮堂」停留所。在大江戶線站區開業前，「春日站前」停留所的原名是「文京區政府辦公室前」停留所。
- 春日站前巴士站
  - 1號乘車處
    - 都02：經御徒町站、藏前站、本所一丁目往錦糸町站
    - 都02乙：經水道橋站、神保町站往一橋（僅平日、週六早晨）
    - 上60：經根津站往上野公園
    - 上69：經本鄉三丁目站往上野公園

  - 2號乘車處
    - 都02：經茗荷谷站、窪町小學校（日语：文京区立窪町小学校）往大塚站
    - 都02乙：經護國寺站、東池袋四丁目往池袋站東口
    - 上69：經早稻田（日语：都営バス早稲田営業所）、高田馬場站往小瀧橋車庫

  - 3號乘車處
    - 上60：經白山二丁目往大塚站
    - 上60：經白山二丁目、大塚站、向原往池袋站東口（平日、週六僅早晚）

  - 4號乘車處
    - 都02：往東京巨蛋城
    - 都02乙：往東京巨蛋城
    - 上69：下車專用

- 文京公民中心巴士站（與春日站前4號乘車處同處）
  - 文京區社區巴士Bーぐる「千駄木、駒込線」 往LaQua
  - 文京區社區巴士Bーぐる「目白台、小日向線」 往江戶川橋站、椿山荘、護國寺站、茗荷谷站方向

- 春日站巴士站（三田線春日站旁）
  - 文京區社區巴士Bーぐる「千駄木、駒込線」 往LaQua
  - 文京區社區巴士Bーぐる「千駄木、駒込線」 往白山下、千駄木站、南北線駒込站方向

## 相鄰車站
都營地下鐵
 三田線
水道橋（I 11）－春日（I 12）－白山（I 13）
 大江戶線
飯田橋（E 06）－春日（E 07）－本鄉三丁目（E 08）

## 來源
地下鐵1日平均使用人數
1. ↑  各駅乗降人員一覧 （页面存档备份，存于） - 東京都交通局

地下鐵統計資料
1. ↑  各種報告書 （页面存档备份，存于） - 関東交通広告協議会
2. 1 2 3  文京の統計 （页面存档备份，存于） - 文京区

東京都統計年鑑
1. ↑  .   [2017-05-28]. （原始内容存档于2015-06-29）.
2. ↑  .   [2017-05-28]. （原始内容存档于2015-06-29）.
3. ↑  .   [2017-05-28]. （原始内容存档于2016-03-05）.
4. ↑  .   [2017-05-28]. （原始内容存档于2016-06-02）.
5. ↑  .   [2017-05-28]. （原始内容存档于2015-06-29）.
6. ↑  .   [2017-05-28]. （原始内容存档于2016-03-05）.
7. ↑  .   [2017-05-28]. （原始内容存档于2015-06-29）.
8. ↑  .   [2017-05-28]. （原始内容存档于2016-03-05）.
9. ↑  .   [2017-05-28]. （原始内容存档于2016-03-05）.
10. ↑  .   [2017-05-28]. （原始内容存档于2016-03-05）.
11. ↑  .   [2017-05-28]. （原始内容存档于2015-06-29）.
12. ↑  .   [2017-05-28]. （原始内容存档于2015-06-29）.
13. ↑  .   [2017-05-28]. （原始内容存档于2015-06-29）.
14. ↑  .   [2017-05-28]. （原始内容存档于2016-03-05）.
15. ↑  .   [2017-05-28]. （原始内容存档于2016-03-05）.
16. ↑  .   [2017-05-28]. （原始内容存档于2015-06-29）.
17. ↑  .   [2017-05-28]. （原始内容存档于2016-03-05）.
18. ↑  .   [2017-05-28]. （原始内容存档于2016-03-05）.
19. ↑  .   [2017-05-28]. （原始内容存档于2016-03-05）.
20. ↑  .   [2017-05-28]. （原始内容存档于2016-03-05）.
21. ↑  .   [2017-05-28]. （原始内容存档于2013-08-15）.
22. ↑  .   [2017-05-28]. （原始内容存档于2013-02-03）.
23. ↑  .   [2017-05-28]. （原始内容存档于2013-02-03）.
24. ↑  .   [2017-05-28]. （原始内容存档于2013-02-03）.
25. ↑  .   [2017-05-28]. （原始内容存档于2013-02-03）.
26. ↑  .   [2017-05-28]. （原始内容存档于2016-03-04）.
27. ↑  平成10年PDF
28. ↑  平成11年PDF
29. ↑  .   [2017-05-28]. （原始内容存档于2016-03-04）.
30. ↑  .   [2017-05-28]. （原始内容存档于2016-03-04）.
31. ↑  .   [2017-05-28]. （原始内容存档于2017-07-29）.
32. ↑  .   [2017-05-28]. （原始内容存档于2017-07-29）.
33. ↑  .   [2017-05-28]. （原始内容存档于2017-07-29）.
34. ↑  .   [2017-05-28]. （原始内容存档于2017-07-29）.
35. ↑  .   [2017-05-28]. （原始内容存档于2017-07-29）.
36. ↑  .   [2017-05-28]. （原始内容存档于2017-07-29）.
37. ↑  .   [2017-05-28]. （原始内容存档于2017-07-29）.
38. ↑  .   [2017-05-28]. （原始内容存档于2016-03-26）.
39. ↑  .   [2017-05-28]. （原始内容存档于2016-03-27）.
40. ↑  .   [2017-05-28]. （原始内容存档于2016-03-25）.
41. ↑  .   [2017-05-28]. （原始内容存档于2016-03-27）.
42. ↑  .   [2017-05-28]. （原始内容存档于2016-03-22）.
43. ↑  .   [2017-05-28]. （原始内容存档于2017-07-30）.
44. ↑  .   [2019-02-10]. （原始内容存档于2018-11-09）.
45. ↑  .   [2019-02-10]. （原始内容存档于2019-05-02）.

## 外部連結
- 春日 - 東京都交通局（日語）